# Percy Jackson: Moře nestvůr (film)
Percy Jackson: Moře nestvůr je americký film z roku 2013. Inspirován byl románem Percy Jackson: Moře nestvůr Ricka Riordana. Postavu Cheirona už nebude hrát Pierce Brosnan a také bohové budou mít jiné představitele. Film režíroval Thor Freudenthal a děj by měl být více podobný originálu než v případě prvního dílu. V České republice premiéra proběhla dne 15. srpna 2013.

## Obsazení

### Hlavní postavy
- Logan Lerman - Perseus Jackson, polokrevný, syn Poseidóna
- Brandon T. Jackson - Grover Underwood, satyr
- Alexandra Daddario - Annabeth Chaseová, polokrevná, dcera Athény
- Douglas Smith - Tyson, kyklop, syn Poseidóna
- Jake Abel - Luke Castellan, polokrevný, syn Herma
- Nathan Fillion - Hermés, bůh cestovatelů, Lukův otec
- Leven Rambin - Clarisse la Ruová, polokrevná, dcera Área

### Vedlejší postavy
- Stanley Tucci - Dionýsos, bůh vína, ředitel Tábora
- Sean Bean - Zeus, nejvyšší bůh, Percyho strýc a Thaliin otec
- Paloma Kwiatkowski - Thalia Graceová, dcera Dia, lovkyně
- Anthony Head - Cheiron, kentaur, vedoucí v Táboře
- Grey Damon - Chris Rodriguez, polokrevný
- Mark Hamill - Tantalos, vedoucí v Táboře
- Robert Maillet - Polyfémos, kyklop